# Superinteligence
Superinteligence je hypotetický systém, jehož inteligence překonává schopnosti nejbystřejších a nejtalentovanějších lidských myslí. Tento pojem může také označovat vlastnost systémů řešících problémy (např. velké jazykové modely), a to bez ohledu na to, zda jsou tyto vysoké intelektuální schopnosti ztělesněny v entitách jednajících ve světě.
Ve spojitosti s umělou inteligenci (AI) se bavíme o jejím třetím stupni, který následuje po obecné umělé inteligenci (AGI), a jmenuje se umělá superinteligence (ASI).

## Definice
Filozof Nick Bostrom z Oxfordské univerzity definuje superinteligenci jako „jakoukoli inteligenci, která výrazně převyšuje kognitivní výkon lidí prakticky ve všech oblastech zájmu“. Například šachový program Fritz, přestože je v šachu mnohem lepší než lidé, nesplňuje tuto definici, protože nedokáže překonat lidi v jiných úkolech.

## Cesty k superinteligenci
Dosažení superinteligence je možné různými způsoby:
- Umělá inteligence (AI): Pokroky v AI pravděpodobně povedou k obecným systémům uvažování, které překonají lidská kognitivní omezení.[3]
- Biologická evoluce: Lidé mohou evolučně nebo biologickými úpravami dosáhnout radikálně vyšší inteligence.[4]
- Kombinované scénáře: Propojení lidského mozku s počítači nebo nahrávání lidské mysli do digitálních systémů, což by mohlo vést k významnému posílení inteligence.[5] Prediktorem takového jevu může být společnost Neuralink.[6]